# Colpi di fulmine (album)
Colpi di fulmine è un album di Eugenio Finardi pubblicato nel 1985.

## Descrizione
È un album interamente concepito al computer e si appoggia su un largo uso di sequenze, cosa abbastanza avveniristica per l'epoca.

## Tracce
1. Vorrei svegliarti – 3:35
2. Colpi di fulmine – 4:10
3. Arianna – 3:37
4. Lilù Lilù (Amore diverso 2) – 3:17
5. Ambaraboogie – 2:17
6. Kind of Woman – 3:59
7. Libero veramente – 4:24
8. Diva – 3:18
9. Inno – 2:50

## Formazione
- Eugenio Finardi – voce, sequencer e organo Hammond
- Stefano Cerri – basso
- Claudio Bazzari – chitarra elettrica
- Walter Calloni – batteria
- Danilo Madonia – tastiera
- Alberto Radius – chitarra
- Alfredo Golino – batteria e percussioni
- Oscar Rocchi – celeste
- Romano Trevisani – chitarra solista
- Giusto Pio – violino
- Paolo Tomelleri – sax
- Andy J. Forest – armonica